# Филип, Пьер
Пьер Филип (фр. Pierre Philip; 1893 — 1961) — французский государственный деятель, префект Реюньона (1952—1956).

## Биография
В 1952—1956 гг. — префект Реюньона. В декабре 1955 г. в письме, направленном министру внутренних дел, указывал на вероятность избрания основателя Коммунистической партии Реюньона Поля Вержеса в состав Национального собрания Франции (что и произошло), акцентируя внимание на его популярность среди молодых избирателей и на симпатиях к его профессии медика. Префект также отмечал, что риторика лидера реюньонских коммунистов стала менее агрессивной, что вызывает доверие у жителей острова.